# درويش محمد باشا البوردوري
درويش محمد باشا البوردوري (بالتركية: Burdurlu Derviş Mehmed Paşa)‏ كان الصدر الأعظم للدولة العثمانية في الفترة ما بين 6 يناير 1818 حتى 5 يناير 1820. تُوفي في 1837 بمدينة ينبع.